# AV-8B
AV-8B «Харриер» II (англ. AV-8B Harrier II) — семейство штурмовиков вертикального взлёта и посадки. AV-8B «Харриер» II является развитием ранней модификации AV-8A «Харриер».
Harrier был надёжным и универсальным самолётом, однако его эксплуатация в подразделениях морской пехоты США быстро выявила недостатки — маленькую дальность полёта и небольшую бомбовую нагрузку.

## История

### Аванпроект
В начале 1970-х годов ВМС США инициировали разработку ударного летательного аппарата с высокими лётно-техническими характеристиками (англ. High Performance Attack Aircraft System, сокр. HIPAAS) иначе называемого просто «Супер-Харриер» на замену поставляемым из Великобритании AV-8A. Особенностью данной программы было то, что на этапе подачи аванпроектов к участию в ней были допущены только национальные авиастроительные компании (американский филиал оригинального производителя AV-8A — компания Hawker Siddeley Aviation, Inc. не была приглашена участвовать в конкурсе подачи заявок). Среди компаний авиастроительной отрасли свои аванпроекты предложили следующие компании (General Dynamics и Lockheed внесли по два аванпроекта каждая, поскольку их авиастроительные филиалы участвовали в конкурсе независимо друг от друга):
- Boeing, Сиэтл, Вашингтон
- General Dynamics

- Convair Division, Сан-Диего, Калифорния
- Fort Worth Division, Форт-Уэрт, Техас

- Goodyear Aerospace, Акрон, Огайо
- Grumman, Бетпейдж[англ.] , Нью-Йорк
- Hughes Aircraft, Лос-Анджелес, Калифорния
- Ling-Temco-Vought, Даллас, Техас
- Lockheed Aircraft

- California Division, Бербанк, Калифорния
- Georgia Division, Мариетта, Джорджия

- McDonnell-Douglas, Сент-Луис, Миссури
- Northrop, Хоторн, Калифорния
- Sikorsky, Бриджпорт, Коннектикут

На этапе концептуальной проработки у командования ВМС ещё не было окончательного решения относительно того, какой именно тип летательного аппарата заменит AV-8A, крылатый или винтокрылый, поэтому в конкурсе приняла участие вертолётостроительная компания Sikorsky (как филиал корпорации United Aircraft) с проектом разведывательно-ударного конвертоплана. Руководство ходом работ, компьютерное моделирование тактической обстановки воздушного боя и испытания различных подсистем, узлов и агрегатов для перспективного летательного аппарата возлагались на казённые исследовательские учреждения в структуре ВМС США и НАСА:
- Шасси, взлётно-посадочная и ангарная инфраструктура кораблей-носителей — Исследовательский центр кораблестроения, Кардерок, Мэриленд;
- Стрелково-пушечное вооружение, ракетное вооружение, подсистема управления вооружением класса «воздух—воздух» — Исследовательский центр вооружений флота, Чайна-Лейк, Калифорния;
- Подсистема управления вооружением класса «воздух—поверхность» — Центральная военно-морская лаборатория, Вашингтон, округ Колумбия; Научно-исследовательский центр авиации флота, Уорминстер, Пенсильвания;

- Испытания вооружения — Испытательный центр ракетного вооружения флота, Пойнт-Мугу, Калифорния;
- Планер летательного аппарата, корпус и аэродинамические элементы — Авиационно-технический центр флота, Филадельфия, Пенсильвания;
- Двигательная установка — Испытательный центр двигателей палубной авиации флота, Трентон, Нью-Джерси;
- Лётные испытания — Испытательный центр авиации флота, Патаксент-Ривер, Мэриленд;
- Стендовые испытания — Исследовательский центр НАСА им. Лэнгли, Хэмптон, Виргиния.

### Опытно-конструкторские работы
Специально для применения в производстве фюзеляжей и крыльев «Супер-Харриера» разрабатывались высокопрочные конструкции сэндвичевого типа на основе лёгкого титанового сплава, устойчивого к коррозии и температурным перепадам, турбовентиляторная двигательная установка большого диаметра и малой длины с изменяемой геометрией элементов (турбин и сопел) и низким уровнем шума, новые средства аварийного покидания кабины — катапультируемое кресло минимального размера и массы c герметично упакованной парашютной системой. Инновацией в авионике, которая так же разрабатывалась по заказу ВМС специально для установки на разрабатываемом перспективном летательном аппарате, была безаналоговая на тот момент система отображения информации на лобовом стекле (до того, на лобовом стекле отображались только знаки целеуказания прицельно-навигационных комплексов, на стекле «Супер-Харриера» предполагалось отображать помимо целеуказания весь спектр необходимой информации управления полётом для принятия лётчиком того или иного решения на осуществление манёвра и его граничных параметров), а также цифровые голографические дисплеи и светодиодные индикаторы на приборной доске. Системы управления вооружением (СУВ) разрабатывалась компаниями Hughes Aircraft в Калвер-Сити, Калифорния, и Westinghouse Electric Systems Division в Балтиморе, Мэриленд, одновременно для «Супер-Харриера» и перспективного истребителя «Томкэт».
СУВ Hughes представляла собой аналого-цифровую систему первого поколения c ОЗУ на электронно-лучевых трубках, аналоговым процессорным устройством и моноимпульсной радиолокационной станцией (РЛС) наведения управляемых ракет класса "воздух-воздух" (УРВВ) с полуактивной радиолокационной головкой головкой самонаведения (ПАРГСН) с низкой частотой повторения импульсов для применения по целям на встречных курсах с ограниченной возможностью обстрела наземных целей (из-за ЭЛТ-памяти). СУВ Westinghouse была полностью цифровой системой второго поколения с ОЗУ на магнитных сердечниках, полифункциональным процессорным устройством и двухрежимной РЛС наведения с низкой и высокой частотой повторения для применения навстречу и вдогон с неограниченным потенциалом обстрела наземных целей. Обе СУВ оснащались прицелом с десятикратным увеличением для визуальной идентификации удалённых целей и инфракрасной станцией переднего обзора для наведения в тёмное время суток и в условиях ограниченной или нулевой видимости. СУВ Hughes уже находилась на вооружении и речь шла о её модернизации с перспективой полной замены в дальнейшем на СУВ Westinghouse, которая находилась в стадии разработки и предполагалось постепенно ввести её в эксплуатацию вместе с разрабатываемым «Супер-Харриером». Внедряемые новинки затрагивали не только летательный аппарат сам по себе, но и инфраструктуру на кораблях-носителях, включая и технический персонал. Так например, авианосцы предполагалось оснастить системой обеспечения посадки по приборам в тёмное время суток и в условиях нулевой видимости (густой туман), системой измерения вертикальной скорости и ассоциированных параметров снижения заходящего на посадку летательного аппарата для предотвращения выката за пределы взлетно-посадочной полосы (ВПП), офицер визуального управления посадкой (LSO) на авианосце оснащался средствами отображения воздушной обстановки — символьно-графическим дисплеем с непрерывным предъявлением сигналов, для обеспечения безаварийного процесса взлёта-посадки самолётов. Все указанные новинки инкорпорировали в себя передовые технологические достижения в области электроники и авиационной техники.

### Проект AV-16
McDonnell Douglas AV-16 связывали старые партнёрские отношения и договорные обязательства с Hawker Siddeley, две компании совместно работали над рядом американо-британских авиакосмических проектов. По сути дела, в вопросе разработки «Супер-Харриера» McDonnell Douglas выступала как местный представитель интересов Hawker Siddeley в Соединённых Штатах и наоборот, Hawker Siddeley выступала представителем McDonnell Douglas в Великобритании и странах Британского Содружества в вопросе регламентного обслуживания, работ по продлению срока эксплуатации и модификации «Фантомов» под требования национальных вооружённых сил. Лицензионное соглашение на модификацию «Харриера» исходной модели под требования национальных заказчиков — видов вооружённых сил и производство модифицированных самолётов на американских авиазаводах, было заключено между McDonnell Douglas и Hawker Siddeley на перспективу 22 декабря 1969 года, ещё до начала конкурса подачи заявок на «Супер-Харриер».
Среди дюжины других перспективных оригинальных проектов, проект McDonnell Douglas, получивший индекс AV-16, не отличался особой оригинальностью, поскольку реализовал идею создания лицензионной модификации Harrier — улучшенного л. а. с использованием существующего фюзеляжа и хвостовой части, но с увеличенным крылом и с более мощным двигателем (после 1977 года Hawker Siddeley была национализирована правительством Джеймса Каллагана и партнёром McDonnell Douglas с британской стороны стала British Aerospace). Эта программа, принятая к дальнейшей проработке, в итоге была свёрнута после того, как расходы по ней превысили 1 млрд долларов.

### Проект AV-8B
Несмотря на это McDonnell Douglas не сдаётся и предпринимает новую попытку улучшению самолёта без изменения двигателя. Чтобы увеличить бомбовую нагрузку и дальность полёта, новому самолёту дали большее крыло с вместительными баками и большим числом точек подвеса.
Однако отказ от замены двигателя (и его мощности) приводил к требованию, чтобы общий вес нового самолёта оставался равным весу базовой модели AV-8A. Чтобы достичь этого, инженеры McDonnell Douglas решают выполнить фюзеляж и крылья из лёгких материалов, а также улучшить лётные свойства самолёта. В результате большее крыло было выполнено из графитовых композиционных материалов (легче алюминия и по некоторым характеристикам прочнее стали). Также были увеличены и усовершенствованы воздухозаборники, на крылья установили большие закрылки, а к пушечному контейнеру снизу фюзеляжа для улучшения лётных качеств во время взлёта и посадки добавили гребень.
Макеты нового самолёта были показаны в августе 1975 года. Вначале для испытания необходимые улучшения получили два самолёта AV-8A. Первый полёт этих прототипов состоялся в конце 1978 года. Испытания прошли настолько успешно, что была начата программа по улучшению всего американского парка AV-8A. Улучшенные самолёты получили обозначение AV-8C.
В начале 1980-х было испытано четыре самолёта, построенных с нуля. В 1981 году компания British Aerospace заключила соглашение с McDonnell Douglas. По этому соглашению British Aerospace принимала участие в программе в качестве субподрядчика, что означало возвращение британского правительства в программу Harrier. Производство было начато в 1983 году, McDonnell Douglas строила 60 процентов самолётов, а British Aerospace — оставшиеся 40. AV-8B поступил на вооружение морской пехоты США в конце 1983 года, британская версия (GR.5) была принята на вооружение ВВС Великобритании несколько позже.
На базе самолётов морской пехоты было проведено несколько модификаций. В конце 80-х был создан вариант для ночных операций (AV-8B Night Attack) — в носу была размещена ИК-система переднего обзора, используемая совместно с очками ночного видения. Всего в период 1989—1993 гг. было построено 72 самолёта в модификации AV-8B Night Attack. В июне 1987 года British Aerospace и McDonnell Douglas решают создать модификацию Harrier II с радаром. Для этого в нос самолёта AV-8B Night Attack установили импульсно-доплеровскую РЛС AN/APG-65 (похожа на используемую в McDonnell Douglas F/A-18 Hornet). Эта модификация позволила самолёту вести воздушный бой и улучшила его характеристики по нанесению наземных ударов. Морская пехота заказала 31 самолёт новой модификации (Plus), её поставки были начаты в июле 1993 года. Ещё 72 самолёта были модифицированы в 1997 году. К 1997 году в морской пехоте стояли на вооружении только модификации Plus и Night Attack.
Состоит на вооружении Корпуса морской пехоты США, а также военно-морских сил Испании и Италии.

## Модификации
- YAV-8B — прототип, 2 экземпляра.
- AV-8B Harrier II — базовая модификация.
- AV-8B Harrier II Night Attack — модернизированный вариант с ИК-системой переднего обзора и новым двигателем Pegasus 11.
- AV-8B Harrier II Plus — модернизированный вариант Night Attack с новым радаром.
- TAV-8B Harrier II — двухместный учебный вариант.
- EAV-8B Matador II — обозначение в ВМС Испании.
- EAV-8B Matador II Plus — обозначение в ВМС Испании.

## Боевое применение
Применялся американской стороной во время войны в Афганистане. Ночью 14 сентября 2012 года около 15 талибов одетых в американскую форму совершили атаку на стоянку американских самолётов в Кэмп Бастион. В результате атаки было уничтожено восемь «Харриеров» и один C-130, не считая множества зданий и ангаров.
В ходе операции против Ливии (2011) «Харриерами» морской пехоты были уничтожены 35 танков Т-72 и ряд другой техники и вооружения, включая ракету Скад.

## Тактико-технические характеристики
Приведенные характеристики соответствуют модификации AV-8B.
Источник данных: Department of the Navy — Naval Historical Center

Технические характеристики
- Экипаж: 1 (пилот)
- Длина: 14,12 м
- Размах крыла: 9,245 м
- Высота: 3,551 м
- Площадь крыла: 21,37 м²
- Стреловидность по линии 1/4 хорд: 30,62°
- Коэффициент удлинения крыла: 4,0
- База шасси: 3,481 м (между основными стойками)
- Колея шасси: 5,182 м (между боковыми стойками)
- Масса пустого: 5 822 кг
- Масса снаряжённого: 6 097 кг (без боевой нагрузки)
- Максимальная взлётная масса: 14 060 кг
  - при вертикальном взлёте: 8618 кг
- Масса топлива во внутренних баках: 3 590 кг
- Объём топливных баков: 4 319 л (+ ПТБ: 4 × 1 136 л)
- Силовая установка: 1 × ТРДД Rolls-Royce F402-RR-406
- Тяга: 1 × 95,86 кН

Лётные характеристики
- Максимальная скорость: 1 063 км/ч
- Крейсерская скорость: 706—845 км/ч
- Скорость сваливания: 167—245 км/ч (в зависимости от массы)
- Боевой радиус: 470 км (c 6 × бомбами Mk.82 без ПТБ)
- Практическая дальность: 2 502 км (без ПТБ без боевой нагрузки)
- Перегоночная дальность: 3 293 км (с ПТБ без боевой нагрузки)
  - со сбросом ПТБ по мере расходования топлива: 3 954 км
- Практический потолок: 12 710 м
- Скороподъёмность: 81 м/с (без ПТБ без боевой нагрузки с полным запасом топлива)
- Нагрузка на крыло: 658 кг/м² (при максимальной взлётной массе)
- Тяговооружённость:  
  - без боевой нагрузки: 1,016 (с полным запасом топлива)
  - при максимальной взлётной массе: 0,695
- Длина разбега: 466 м (при максимальной взлётной массе)
- Длина пробега: 433—561 м (в зависимости от посадочной массы)

Вооружение
- Стрелково-пушечное: 1 × 25 мм пушка GAU-12 с 300 пат. (съёмная)
- Точки подвески: 7
- Боевая нагрузка:  
  - под фюзеляжем: 454 кг
  - внутренние: 2 × 907 кг
  - центральные: 2 × 454 кг
  - внешние: 2 × 286 кг
- Управляемые ракеты:  
  - ракеты «воздух-воздух»: 4 × AIM-9L Sidewinder
  - ракеты «воздух-воздух»: 6 × AIM-120 AMRAAM (Для версии AV-8B Harrier PLUS снабженным носовой РЛС)
  - ракеты «воздух-поверхность»: 4 × AGM-65E Maverick
- Неуправляемые ракеты:  
  - 10 × 4 × 127 мм в блоках LAU 10A/A
  - 10 × 7 × 70 мм ракет «Гидра» в блоках LAU 68B/A
  - 10 × 19 × 70 мм ракет «Гидра» в блоках LAU 61A/A
- Бомбы: свободнопадающие:
  - фугасные:
    - 15 × 119 кг Mk.81 или 227 кг Mk.82
    - 6 × 460 кг Mk.83

  - кассетные: 12 × Mk.20
  - зажигательные: 10 × Mk.77
  - корректируемые:
    - 10 × GBU.12B/B
    - 4 × GBU.16/B

## На вооружении
Испания
- ВМС Испании — 12 AV-8B+, 1 TAV-8B[11]
  - Авиационная флотилия (военно-морская база Рота, Рота)
    - 9-я эскадрилья

 Италия
- ВМС Италии — 9 AV-8B+, 1 TAV-8B[11]
  - Военно-морская авиация
    - Группа палубной авиации (аэропорт Таранто-Гротталье[англ.], Таранто)

 США
- КМП США — 53 AV-8B+, 6 TAV-8B[11]
  - Авиационный боевой элемент[англ.]
    - 2-е авиакрыло морской пехоты (авиабаза Корпуса морской пехоты Черри Пойнт[англ.], Северная Каролина)
      - 14-я авиагруппа морской пехоты
        - VMA-223 «Бульдоги»
        - VMA-231 «Пиковый туз»

## В популярной культуре
На Харриере AV-8B летал главный герой Арнольда Шварценеггера в фильме «Правдивая ложь»,а также в фильме «Поле битвы: Земля» 2000г. с Траволта.
В компьютерных играх на Харриере можно «полетать» в авиасимуляторях DCS World, War Thunder, Harrier Jump Jet, а также в Jane’s Fighters Anthology, Strike Fighters 2 Europe, Armed Assault, Falcon 4 BMS, Grand Theft Auto: San Andreas и Grand Theft Auto V.
Самолёт можно встретить в Call Of Duty 4: Modern Warfare и Metal Gear Solid 2: Sons of Liberty.
На Харриере также «полетать»  в авиасимуляторах под Android от компании Rortos: F-18 Carrier landings PRO, Carrier landings PRO, Air Fighters .